# Ван’т Хоф, Роберт
Роберт Ван’т Хоф (англ. Robert Van't Hof; род. 10 апреля 1959, Линвуд, Вашингтон) — американский профессиональный теннисист и теннисный тренер. Победитель 8 турниров Гран-при и АТР в одиночном и парном разрядах, член Зала славы Межвузовской теннисной ассоциации (2003).

## Биография
Роберт Ван’т Хоф заявил о себе как теннисист в студенческие годы в Университете Южной Калифорнии. С 1978 по 1980 год он три раза подряд избирался в символическую любительскую сборную Северной Америки (англ. All-American), а в последний год стал чемпионом NCAA в одиночном разряде и полуфиналистом в парном.
Ещё во время учёбы Ван’т Хоф вышел в свой первый финал турнира профессионального тура Гран-при в одиночном разряде. Это произошло в начале 1980 года в Хобарте (Австралия), где его обыграл израильтянин Шломо Гликштейн. С этого же года Ван’т Хоф выступал в ранге профессионала, бросив университет, чтобы сосредоточиться на спортивной карьере. Осенью следующего года американец сначала впервые сыграл в финале турнира Гран-при в парах, а затем завоевал первый титул в одиночном разряде, переиграв в Тайбэе своего соотечественника Пата Дюпре. В 1982 году было завоёвано первое чемпионское звание в парах.
Хотя в 1983 году на счету Ван’т Хофа не было новых титулов, он вышел в четвёртый круг на Уимблдонском турнире (после побед над 22-й и 14-й ракетками мира) и заработал за сезон больше 63 тысяч долларов — самую высокую сумму за время карьеры. Этот год американец закончил на 31-м месте в рейтинге ATP, а по ходу сезона поднимался в нём до 25-й позиции.
За 1984—1986 годы Ван’т Хоф завоевал ещё три титула в парном разряде и побывал с Энди Колбергом в четвертьфинале Открытого чемпионата США после побед над 9-й и 7-й сеяными парами. К августу 1986 года он поднялся в парном рейтинге АТР до 20-го места. Ещё одна серия успешных выступлений пришлась на 1989 и 1990 годы, за которые Ван’т Хоф выиграл свой второй турнир Гран-при в одиночном разряде (в Сеуле, начав соревнование с квалификационного отбора) и трижды играл в финалах в парном, одержав две победы. В 1990 году Ван’т Хоф и Скотт Дэвис также стали четвертьфиналистами Открытого чемпионата Австралии.
Завершив профессиональную игровую карьеру к 1992 году, Ван’т Хоф стал теннисным тренером. С 1994 года он работал директором теннисного клуба в Ньюпорт-Биче (Калифорния). С конца 1995 года он оставался основным тренером Линдсей Дэвенпорт, которая за время работы с ним выиграла три турнира Большого шлема и стала первой ракеткой мира. Они расстались в конце 2002 года, после того, как Дэвенпорт из-за травм пропустила девять месяцев на протяжении двух сезонов, опустившись в рейтинге до 12-го места. Среди других теннисистов, с которыми работал Ван’т Хоф, был американский игрок Тодд Мартин, чьим тренером он был до постоянной работы с Дэвенпорт.
В 2003 году имя Роберта Ван’т Хофа было включено в списки Зала славы Межвузовской теннисной ассоциации. От жены Бетси у Ван’т Хофа трое детей: Кас (родился в 1986 году), Элизабет (1988) и Брехт (1992). В паре с Касом Роберт дошёл до финала национального чемпионата США на твёрдых кортах среди пар отец-сын.

## Положение в рейтинге в конце сезона
| Год              | 1980 | 1982 | 1983 | 1984 | 1985 | 1986 | 1987 | 1988 | 1989 | 1990 | 1991 |
| ---------------- | ---- | ---- | ---- | ---- | ---- | ---- | ---- | ---- | ---- | ---- | ---- |
| Одиночный разряд | 79   | 62   | 31   | 152  | 335  | 720  | 530  | 266  | 178  | 1007 |      |
| Парный разряд    |      |      |      | 98   | 40   | 55   | 29   | 42   | 101  | 60   | 157  |

## Финалы турниров Гран-при и АТР за карьеру

### Одиночный разряд (2-2)
| Результат | №  | Дата            | Турнир                 | Покрытие | Соперник в финале | Счёт в финале |
| --------- | -- | --------------- | ---------------------- | -------- | ----------------- | ------------- |
| Поражение | 1. | 31 декабря 1979 | Хобарт, Австралия      | Хард     | Шломо Гликштейн   | 6-7, 4-6      |
| Победа    | 1. | 9 ноября 1981   | Тайбэй, Тайвань        | Ковёр(i) | Пат Дюпре         | 7-5, 6-2      |
| Поражение | 2. | 9 августа 1982  | Кливленд, США          | Хард     | Сэнди Майер       | 5-7, 3-6      |
| Победа    | 2. | 16 апреля 1989  | Сеул, Республика Корея | Хард     | Брэд Дрюэтт       | 7-5, 6-4      |

### Парный разряд (6-3)
| Результат | №  | Дата             | Турнир                           | Покрытие | Партнёр        | Соперники в финале               | Счёт в финале |
| --------- | -- | ---------------- | -------------------------------- | -------- | -------------- | -------------------------------- | ------------- |
| Поражение | 1. | 19 октября 1981  | Открытый чемпионат Японии, Токио | Грунт    | Ларри Стефанки | Хайнц Гюнтхардт Балаж Тароци     | 6-3, 2-6, 1-6 |
| Поражение | 2. | 11 января 1982   | Окленд, Новая Зеландия           | Хард     | Ларри Стефанки | Эндрю Джарретт Джонатан Смит     | 5-7, 6-7      |
| Победа    | 1. | 14 ноября 1982   | Тайбэй, Тайвань                  | Ковёр(i) | Ларри Стефанки | Фред Макнейр Тим Уилкисон        | 6-3, 7-6      |
| Победа    | 2. | 24 июня 1984     | Бристоль, Великобритания         | Трава    | Ларри Стефанки | Джон Александер Джон Фицджеральд | 6-4, 5-7, 9-7 |
| Победа    | 3. | 22 сентября 1985 | Лос-Анджелес, США                | Хард     | Скотт Дэвис    | Пол Аннакон Кристо ван Ренсбург  | 6-3, 7-6      |
| Победа    | 4. | 6 апреля 1986    | Атланта, США                     | Ковёр(i) | Энди Колберг   | Дани Виссер Кристо Стейн         | 6-2, 6-3      |
| Победа    | 5. | 14 января 1990   | Окленд, Новая Зеландия           | Хард     | Келли Джонс    | Гилад Блюм Паул Хархёйс          | 7-6, 6-0      |
| Победа    | 6. | 11 февраля 1990  | Сан-Франциско, США               | Ковёр(i) | Келли Джонс    | Глен Лейендекер Ричи Ренеберг    | 2-6, 7-6, 6-3 |
| Поражение | 3. | 7 апреля 1991    | Гонконг                          | Хард     | Гленн Мичибата | Патрик Гэлбрайт Тодд Уитскен     | 2-6, 4-6      |